# 北海道道841号桜川線
北海道道841号桜川線（ほっかいどうどう841ごう さくらがわせん）は、北海道虻田郡真狩村を結ぶ一般道道である。

## 概要
起点から奥は林道を介してニセコ町と繋がっており、さらに先で北海道道791号峠宮田線と繋がる。

### 路線データ
- 起点：北海道虻田郡真狩村桜川
- 終点：北海道虻田郡真狩村桜川 （北海道道230号三ノ原ニセコ線交点）
- 総距離：3.1 km

## 歴史
- 1975年（昭和50年）3月31日 - 路線認定[1]。

## 地理

### 通過する自治体
- 後志総合振興局
  - 虻田郡真狩村

### 主な接続道路
真狩村
- 北海道道230号三ノ原ニセコ線 - 桜川（終点）